# Kappa Andromedae b
Kappa Andromedae b é um corpo celeste orbitando a estrela Kappa Andromedae, na constelação Andrômeda, a 170 anos-luz. O astro, com cerca de 13 vezes o tamanho de Júpiter, foi directamente fotografado pelo Telescópio Subaru. Houve debate se Kappa Andromedae b era um exoplaneta ou uma anã marrom, e enquanto a questão ficar por resolver, os cientistas o classificaram como um "Super-Júpiter".